# Колонский пруд
Колонский пруд — единственный официальный искусственный водоём для купания в пределах города Элиста, Калмыкия. Колонский пруд входит в систему реки Элистинки. Колонский пруд является одним из четырёх официальных мест купания в Калмыкии. В 2011 году другими местами купания в Калмыкии были пляжи в лагерях летнего отдыха «Лесная сказка» в Яшалтинском районе, «Степной» Приютненского района и городской пляж в Лагани.

## История
Колонский пруд был создан в 1930-е годы XX столетия. Название пруда происходит от трудовой колонии, находившейся в то время возле пруда. До Великой Отечественной войны возле пруда выращивались бахчевые культуры. Существовала также рыболовная артель.
В марте 2007 году вода из пруда была спущена. Весной 2009 года местные власти произвели очистку дна пруда, который был значительно углублён. До 2011 года купание в пруду было запрещено или ограничено.

## В настоящее время
Вода в Колонском пруде регулярно проверяется Роспотребнадзором на эпидемиологическую обстановку. В 2010 году в пруду были обнаружены возбудители холеры и купание было ограничено. В 2011 году на Колонском пруду купание было разрешено.
К сезону 2011 года на Колонский пруд было завезено около 400 кубических метров песка, произведена очистка территории, противоклещевая обработка, проверены сточные люки и посажены саженцы ивы. На Колонском пруде находится медицинский и полицейский пункты. Безопасность на пляже обеспечивают спасатели.
Нерешённой проблемой является постоянное присутствие больших стай голубей и ворон, которые слетаются на пруд с близлежащих городских районов.

## Источник
- «Вороньё над Колонским прудом», Элистинский курьер, 27.08.2009
- «Золотой берег Колонского пруда», Элистинский курьер, 2.06.2011